# 各城市环保指数
根据美国环保达标指数2011年度資料，全球各城市环保洁净指数前50名次如下：
1. 苏黎世，瑞士
2. 日内瓦，瑞士
3. 温哥华，加拿大
4. 墨尔本，澳大利亚
5. 慕尼黑，德国
6. 神户，日本
7. 奈良，日本
8. 悉尼，澳大利亚
9. 法兰克福，德国
10. 京都，日本
11. 斯德哥尔摩，瑞典
12. 阿姆斯特丹，荷兰
13. 多伦多，加拿大
14. 伯尔尼，瑞士
15. 普罗旺斯，法国
16. 渥太华，加拿大
17. 惠灵顿，新西兰
18. 新加坡，新加坡
19. 大阪，日本
20. 爱丁堡，英国
21. 盐湖城，美国
22. 汉堡，德国
23. 维也纳，奥地利
24. 福冈，日本
25. 布鲁塞尔，比利时
26. 哥本哈根，丹麦
27. 奥斯陆，挪威
28. 都柏林，爱尔兰
29. 赫尔辛基，芬兰
30. 华盛顿，美国
31. 伯明翰，英国
32. 卢森堡，卢森堡
33. 东京，日本
34. 摩纳哥，摩纳哥
35. 雅典，希腊
36. 马尔代夫，马尔代夫
37. 吉隆坡，马来西亚
38. 温尼伯，加拿大
39. 迈阿密，美国
40. 巴塞罗那，西班牙
41. 雷克雅未克，冰岛
42. 奥克兰，新西兰
43. 迪拜，阿拉伯聯合酋長國
44. 台中，中華民國
45. 大连，中華人民共和國
46. 大邱，韩国
47. 杭州，中華人民共和國
48. 香港，中華人民共和國
49. 帕尔马，意大利
50. 波尔图，葡萄牙